# Mourtouz Alasgarov
Pour les articles homonymes, voir Alasgarov.
Mourtouz Alasgarov (en azerbaïdjanais: Murtuz Nəcəf oğlu Ələsgərov; 20 septembre 1928 - 7 août 2012), est un homme politique azerbaïdjanais qui a été président de l'Assemblée nationale d'Azerbaïdjan de 1996 à 2005.

## Vie
Alasgarov est né le 20 septembre 1928 à Gandja, en Azerbaïdjan. Il est diplômé du Département de droit de l'Université d'État d'Azerbaïdjan. À partir de 1954, il a été professeur principal puis doyen du département de droit de l'Université d'État d'Azerbaïdjan, de 1957, il a été doyen du département de droit international. À partir de 1965, il était directeur du département de droit constitutionnel de la même université. En 1993-1996, il était recteur de l'Université d'État de Bakou. Alasgarov était également docteur honorifique de l'Université d'État de Kiev.

## Carrière politique
Il a été élu à l'Assemblée nationale d'Azerbaïdjan aux élections législatives de 1995 et réélu aux élections législatives de 2000. Le 16 octobre 1996, il a été élu président de l'Assemblée nationale par les membres du Parlement et réélu le 24 novembre 2000. Il a ensuite été remplacé par Ogtay Assadov en décembre 2005. Aux élections législatives de 2005, Alasgarov a été réélu  au parlement du district de Garadag à Bakou.
Il était également le vice-président du Parti du nouvel Azerbaïdjan. Selon les médias, la santé d'Alasgarov se détériorait en raison du diabète, c'est pourquoi il ne s'est pas présenté aux élections en novembre 2010.

## Vie privée
Il était marié et avait trois enfants.
Il est décédé à Bakou en 2012 après une longue maladie.